# جان فرانسوا ريشيت
جان فرانسوا ريشيت هو سيناريست، مخرج ومنتج فرنسي، قام بإخراج فيلم الإعتداء على المخفر 13.